# ビンタン県
ビンタン県（ビンタンけん、ベトナム語：Huyện Bình Tân / 縣平新）は、ベトナム社会主義共和国ヴィンロン省の県。面積は152.89km²、人口は95,709人（2019年）である。

## 行政区画
11社から構成される。